# Pseutettix mexicana
Pseutettix mexicana är en insektsart som beskrevs av Delong 1967. Pseutettix mexicana ingår i släktet Pseutettix och familjen dvärgstritar. Inga underarter finns listade i Catalogue of Life.